# Мухамед Фарис
Мухамед Фарис (на арабски: محمد أحمد فارس) е сирийски военен летец. Той е единственият сириец и втори арабин, летял в Космоса.
Завършва (1973) военновъздушно училище край Халеб, остава на същия аеородром като военен летец, летец инструктор, достига звание полковник в Сирийските военновъздушни сили.
На 30 септември 1985 г. е избран да участва като сирийски представител в съветската космическа програма „Интеркосмос“. Лети като космонавт изследовател с кораба „Союз ТМ-2“ до космическа станция „Мир“ и от нея с кораба „Союз ТМ-3“. По време на полетите изпълнява експерименти по космическа медицина и материалознание и заснема Сирия от космоса. За участието си в космическите полети е награден на 30 юли 1987 г. с почетното звание „Герой на Съветския съюз“ и с ордена „Ленин“.
След космическия полет се връща в Сирия и служи отново във Военновъздушните сили на страната. Оглавява Института за подготовка на военни летци в Халеб от 2001 до 2009 г. След това работи в Дамаск на длъжност директор на управление.
На 4 август 2012 г. успява (след 3 неуспешни опита) да избяга в Турция. Там се присъединява към опозицията, като поддържа Свободната сирийская армия, водеща Гражданската война в Сирия против президента Башар Асад.
През февруари 2016 година обвинява Русия и Путин в убийство на 2000 мирни граждани на Сирия.
Женен е и има 3 деца.